# تپه قهوج
تپه قهوج مربوط به دوران‌های تاریخی پس از اسلام است و در شهرستان آوج، بخش آوج، روستای قهوج واقع شده و این اثر در تاریخ ۲۵ خرداد ۱۳۸۱ با شمارهٔ ثبت ۵۷۲۲ به‌عنوان یکی از آثار ملی ایران به ثبت رسیده است.